# Clifford P. Case

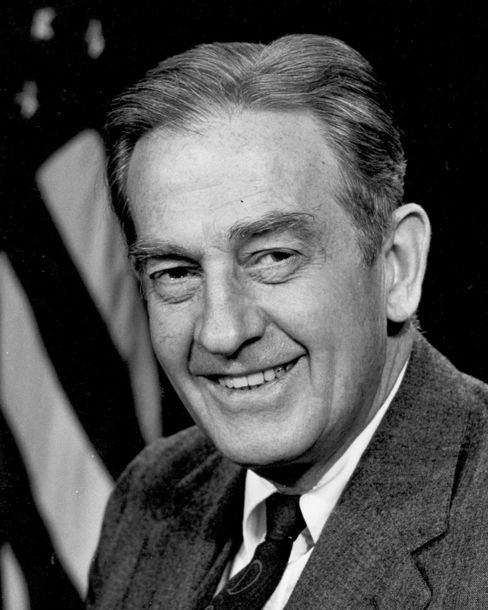
Clifford P. Case

Clifford Philip Case (* 16. April 1904 in Franklin Park, New Jersey; † 5. März 1982 in Washington, D.C.) war ein US-amerikanischer Politiker (Republikanische Partei), der den Bundesstaat New Jersey in beiden Kammern des Kongresses vertrat.
Clifford Case besuchte die öffentlichen Schulen in Poughkeepsie (New York) und danach zunächst die Rutgers University in New Brunswick, an der er 1925 den Bachelor-Abschluss erwarb. Drei Jahre später bestand er sein juristisches Examen an der Law School der Columbia University in New York City. Dort begann er auch als Jurist zu praktizieren, nachdem er noch im selben Jahr in die Anwaltskammer aufgenommen worden war.
1938 wurde Case Mitglied im Stadtrat von Rahway, dem er bis 1942 angehörte. In diesem Jahr wurde er in die New Jersey General Assembly gewählt, das Unterhaus der Staatslegislative. Dort nahm er sein Mandat von 1943 bis 1945 wahr, ehe er nach erfolgreicher Wahl am 3. Januar 1945 erstmals ins Repräsentantenhaus der Vereinigten Staaten einzog, wo er den 6. Wahlbezirk New Jerseys bis zum 16. August 1953 vertrat. Er trat als Abgeordneter zurück, um Präsident des Fund for the Republic zu werden, einer liberalen Denkfabrik.
Case war ein Gegner von US-Senator Joseph McCarthy und musste sich folglich mit konservativen Mitgliedern seiner eigenen Partei auseinandersetzen, als er sich 1954 um einen Sitz im Senat bewarb. Während des Wahlkampfes veröffentlichte eine Zeitung aus New Jersey ein Interview mit Bella Dodd, die ehemals zum Führungsstab der Kommunistischen Partei gezählt hatte. Diese gab an, Cases Schwester Adelaide sei ein aktives Mitglied mehrerer kommunistischer Gruppierungen gewesen. Später stellte sich heraus, dass jene Adelaide Case eine bereits 1948 verstorbene Professorin war, die in keiner Beziehung zu dem Politiker stand.
Bei der Senatswahl traf Case auf den Demokraten Charles R. Howell, der ebenfalls für New Jersey im Repräsentantenhaus saß. Diesen besiegte er mit sehr knappem Vorsprung. Während seiner folgenden Amtszeit, die vom 3. Januar 1955 bis zum 3. Januar 1979 dauerte, wurde Case zu einem der liberalsten republikanischen Senatoren in der Kongressgeschichte. Er trat dreimal erfolgreich zur Wiederwahl an und gehörte 1973 zu den Verfassern des Case-Church Amendment, das die Ausweitung von Aktivitäten des US-Militärs in Vietnam, Laos und Kambodscha verhinderte. 1968 erhielt er bei der Republican National Convention 22 Stimmen als Präsidentschaftskandidat; nominiert wurde Richard Nixon.
1978 wollte Case sich um eine weitere Amtsperiode bewerben, doch er unterlag bei der Primary der Republikaner seinem konservativen Kontrahenten Jeffrey Bell. Dieser wiederum verlor die eigentliche Wahl gegen den Demokraten Bill Bradley. Clifford Case schied am 3. Januar 1979 aus dem Senat aus; bis heute ist er der letzte Republikaner, der eine Senatswahl in New Jersey gewinnen konnte. Zwar gab es später mit Nicholas F. Brady noch einen republikanischen Senator, doch dieser wurde lediglich ernannt. Nach seiner politischen Laufbahn arbeitete Case für eine Anwaltskanzlei in New York und hielt Vorlesungen am politikwissenschaftlichen Forschungsinstitut der Rutgers University. Er starb 1982 in Washington und wurde in Somerville beigesetzt.